# Fernando Schweitzer
Antonio Fernando Mello, de nombre profesional Nando Schweitzer (Santiago de Compostela, Galicia, 22 de noviembre de 1980) es un actor, escritor, periodista, crítico teatral y cantante gallego naturalizado ciudadano argentino-brasileño.
El gallego ha renunciado a la nacionalidad española por sus ideales separatistas, y por lo tanto se ha naturalizado brasileño y argentino. Es hijo de un argentino y de una pernambucana, vivió en Lisboa, São Paulo, Florianópolis, Buenos Aires y Montevideo. Trató de cursar teatro en Florianópolis como forma de interesse e interactuar con los nuevos actores locales para luego constituir su própria compañía teatral " A Tribo da Arte", en eate lugar vivió años antes de radicarse en la Argentina. Hoy vive entre Buenos Aires y Florianópolis produciendo obras en las dos ciudades y actuando como periodista cultural. 
El gallego que ha trabajado como estatua viva cantante (Pantomima) en la capital catarinense hoy día dedícase al periodismo y a la pesquisa teatral, coros de música popular y musical independiente. El que por dos veces fue candidato a concejal en Brasil, es también director teatral, cantante, compositor y profesor de teatro. A mucho alejado de la política, se dedica al periodismo, área en la que ha publicado más de 50 artículos en importantes vehículos como el Observatorio de la Prensa, además de haber firmado dos columnas semanales sobre televisión en el diario en línea "Correio da Ilha" y en el blog "Brinco TV" durante años.
Después de regresar a Florianópolis, sur de Brasil, donde realizó en conmemoración de los 20 años del espectáculo Bacalhau Regado ao Vinho, temporada simultánea a la versión de Esperando la carroza, traducida por el propio artista y nombrada de O Cortejo. Como proyecto futuro se lanzó la idea de reeditar a Juan & Marco, obra suya censurada en agosto de 2007 en el Teatro Álvaro de Carvalho, ésta que fue cancelada por la dirección de la casa, presuntamente en función de las escenas de nudez que había en la pieza de temática LGBT. El espectáculo a pesar de atender a la clasificación indicativa del Ministerio Público brasileño en su divulgación tuvo temporada interrumpida dentro de un teatro público del gobierno de la Provincia de Santa Catarina. Temática a la cual regresaría en febrero de 2012, con la obra Stand-UP Comunitario, mezcla del formato clásico de monólogos con el Stand-up_comedy.
Entre las varias polémicas en que se envolvió el cantautor galego, una muy grande fue con sus monólogos en los autobuses de Florianópolis. Con su personaje "José Firmino", un nativo del nordeste brasileño que declamaba poesías y cantaba en cambio de plata para sostener sus 31 hijos. El personaje fue inspirado en su abuelo que en la vida real tuvo 31 hijos. El sistema de transporte de la ciudad creó una circular prohibiendo que "José Firmino" entrara en los ómnibus de la ciudad, por pedir limosna. El tema fue abordado en uno de los programas de mayor audiencia de la Provincia de Santa Catarina el "Programa Cezar Souza" de la TV Barriga Verde.

## La nueva fase en Argentina y el exílio de Brasil
Después de un período traumático pos a la "censura-boicoteo" de su última obra en Florianópolis, el artista solamente vino a surgir en un evento público cuando invitado como orador y uno de los líderes de seminario, en la conmemoración de los 10 años de la TV USP. En el evento, su último acto público en Brasil, juntamente con los especialistas Manoel Carlos Chaparro, periodista y professor da filosofía y Clóvis de Barros Filho, Professor Doctor ESPM y conferenciante del Espaço Ética, ambos de la Universidad de São Paulo, discutieron los límites éticos de los profesionales de los medios de comunicación y la ética en la televisión.
En 2 de febrero de 2012, Fernando Schweitzer estrena en la mítica Calle Corrientes, punto cardinal y de grande importancia para el teatro porteño, con Stand-UP Comunitario. La obra es considerado el primer stand-up de la historia con personajes únicamente de la Comunidad LGBT de que se tiene noticia, en el continente y por supuesto en cartelera comercial como la de Calle Corrientes.
En su último trabajo en la televisión, el actor encarnó a Alexandre Nardoni, en la tercera temporada de "Killer Instinct"(Instinto Asesino, para América Latina), en el Discovery Channel, que se centrará en los casos trágicos en la clase media sudamericana. La serie es producida por Endemol Argentina para el canal, y sus episodios son ehxibidos en toda América. El crimen que conmocionó al mundo y Brasil es uno de varios casos de la nueva temporada de esta exitosa serie. Isabella cayó desde el sexto piso del apartamento de la pareja Nardoni, en un edificio situado en el norte de São Paulo. Alexandre fue condenado a cumplir 31 años, 1 mes y 10 días por el agravante de ser el padre de la niña.
En el inicio de 2013, el artista de vacaciones en Brasil recibió propuestas para regresar al teatro y su excompañía teatral, estrenando 3 obras de su autoría siendo también el director. Dos de ellas relecturas, y una del proyecto inédito "Antes do Golpe", un musical sobre la noche que antecedió el golpe militar de 1964 en Brasil.
Después de un corto autoexílio en Montevideo al fin Schweitzer retoma su producción académica en la maestría de comunicación de la UBA en 2019, y también regresa a la escena porteña con los éxitos Vida de Artista, una adaptación de Seis Personajes en Busca de un autor de Luigi Pirandello y la versión feminista de Don Juan de Moliëre que se denominó Juana la Burladora y El Convidado de Piedra. En la última se destacó en dos personajes el provincianito Perico, y el fantasma del comendador de Sevilla. Aun como director en ese mismo año tuvo sob su dirección al colombiano Gabriel Pérez y el argentino Bruno Alarcón con la comedia hereje Solamente Tu y Yo, y al maestro y actor uruguayo Pedro Plavan y a la actriz Mili Camaño Spinelli en un proyecto de teatro del absurdo en los Subterráneos de la capital argentina. Ambos proyectos que siguen en el 2020 en funciones.

## Carrera en la televisión
- Instinto Asesino 3 - Justicia para Isabella (actuación); Discovery Channel
- ¿Quién quiere casarse con mi hijo? (Argentina); Telefe

## Carrera en el teatro (Argentina)
- 2021: Juan & Marco, adaptación para Argentina sob dirección escénica y protagonizando de Nando Schweitzer en dúo escénico con el actor cubano Giovany Calvo; con segunda temporada estrenando su versión unipersonal en solo escénico.
- 2021: Bacalao Regado al Vino, (texto original, traducción al español, actuación y dirección).
- 2021: Mentiras Peligrosas, (Texto original, traducción al español y dirección).
- 2020: Mentiras Peligrosas [in Streaming], (Texto original, traducción al español y dirección).
- 2020: Antes do Golpe, (Libro, arreglos musicales y dirección).
- 2020-21: Bacalao Regado al Vino, (Texto original, traducción al español y dirección).
- 2019: Solamente tú y yo, (Texto original, traducción al español y dirección).
- 2019: Juana la burladora y el Convidado de Piedra, adaptación sob dirección escénica de Darío Portugal Pasache a "Don Juan" de Mollière. (actuación)
- 2019: Vida de artista, adaptación y dirección escénica de Darío Belén para la obra original de Luiggi Pirandelo "Seis personajes en busca de un autor". (actuación)
- 2019: Cepillos de dientes, adaptación y dirección de Nando Schweitzer para la obra original de Jorge Díaz (actuación).
- 2018: Juan & Marco, adaptación para Argentina sob dirección escénica de Hernán Cuevas.
- 2012: Más allá de las paredes de Daniel Santos, (dirección).
- 2012: Stand-UP Comunitario, (texto final, dirección y actuación).
- 2011-2012: La casa Tijuana, adaptación para Argentina (texto, dirección y actuación).
- 2011-2012: Juan y Marco, adaptación para Argentina (texto, dirección y actuación).

## Carrera en el teatro (Brasil)
- 2025: Briqueando: O Crédito [Versión de El Credito de Jordi Galceran para Brasil] (traducción, actuación y dirección), reestreno en conmemoración a los 22 años de la Companhia Tetral A Tribo da Arte y 30 años de carrera en Brasil
- 2018: Antes do Golpe (texto, dirección), despedida y protesta en contra de la elección de Jair Bolsonaro.
- 2017: Mentiras Perigosas (texto, dirección y actuación).
- 2017-18: Bacalhau Regado ao Vinho (texto, dirección), en conmemoración a los 20 años del espectáculo.
- 2016-2018: O Cortejo [Versión de Esperando la carroza para Brasil] (Libreto adaptado, dirección y actuación).
- 2014-2016: Solamente tú y yo [Somente Tu e Eu - Título original] (Libreto, dirección y actuación).
- 2014: La casa Tijuana (Libreto y actuación).
- 2013-2018: Antes do Golpe, o musical (Arreglo musical, dirección y actuación).
- 2013: A tribo de Kerodon (texto, dirección y actuación), con nuevo elenco.
- 2013: Bacalhau Regado ao Vinho (texto, dirección), con Alex Rebello y nuevo elenco.
- 2007: Juan & Marco (texto, dirección y actuación).
- 2007: 10 x Comédia (adaptación de textos de Roberto Gómez Bolaños, textos propios, dirección y actuación).
- 2006: Navalha na Carne, texto de Plínio Marcos (dirección y actuación).
- 2004-2006-2017: Bacalhau Regado ao Vinho (texto, dirección y actuación).
- 2000-2004: Mentiras Perigosas (texto, dirección y actuación).
- 2004: José Firmino - Do Ceará para o Mundo (texto, dirección y actuación).
- 2000-2004: La casa Tihuana (texto, dirección y actuación).
- 2003-2007: A Tribo de Kerodon (texto, dirección y actuación).

## Carrera en el teatro (Uruguay)
- 2018: Solamente tú y yo [Somente Tu e Eu - Título original] (Libreto Original y traducción, dirección y actuación).

## Carrera en el teatro (Amador)
- 1995-2003: Drogas tô Fora, texto e direção de Vera Costa (atuacción).
- 1999-2003: Pequenitos e Pequenitas, de Vera Costa (coautoría del texto y actuación).
- 1996: A Revolta do Brinquedos, de Anna Bennedicta, adaptación y dirección de Vera Costa (Actuación).

## Carrera en el cine
- 2003: Mazzaropi: O Brasil é o meu público, documental (coguionista, codirección y actuación)
- 2008: Identificados (actuación)

## Galardones
En 2000 ganó el Premio Sesc/Matisse como mejor obra en la categoría vestimentas con "La casa Tihuana". La cual fue finalista del festival entre 20 espectáculos.